# Nenana
Nenana är en ort (city) i Yukon-Koyukuk Census Area i delstaten Alaska i USA. Orten hade 378 invånare, på en yta av 15,42 km² (2010). Från Nenana fraktades medicin för difteri till sjuka i Nome 1925 av slädhundar med Balto i spetsen på den sista sträckan.